# Taibesi
Taibesi (Taibessi, Taibesse, vom Malaiischen „tahi besi“ für „Eisenrost“) ist ein Stadtteil der osttimoresischen Landeshauptstadt Dili.

## Geographie

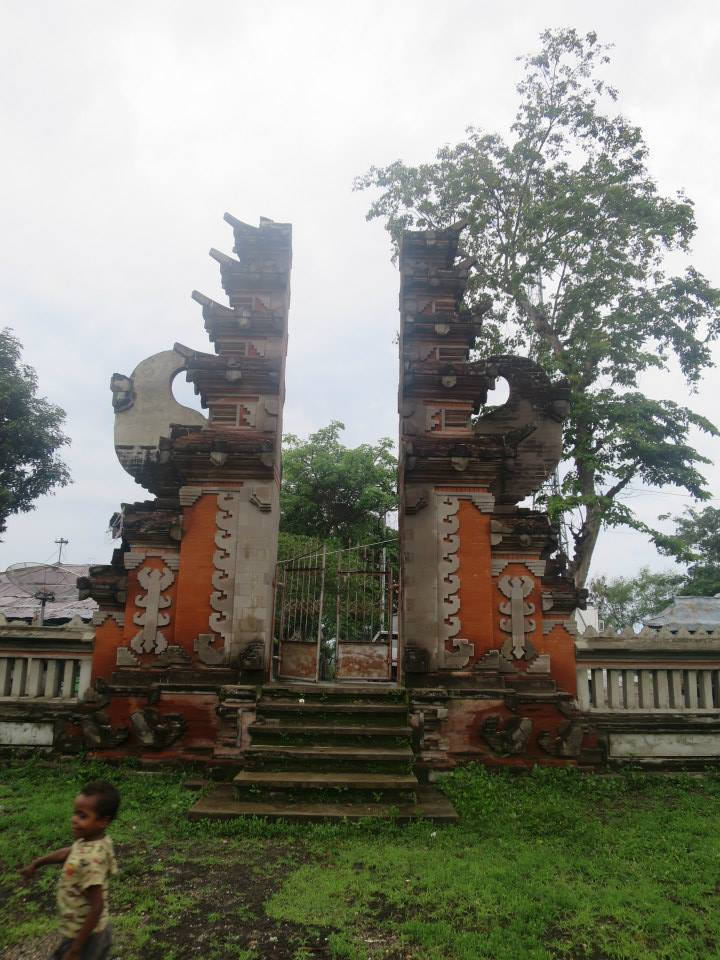
Der Hindutempel
Pura Girinatha

Taibesi liegt im Süden von Dili, südöstlich des Friedhofs von Santa Cruz. Östlich fließt in der Regenzeit der Rio Bemori. Das Zentrum des Stadtviertels gehört zum Suco Lahane Oriental. Es liegt in den Aldeias Monumento Calma und Deposito Penal. Manchmal werden ebenso die Aldeias Alcrin und Deambata Bessi im Westen dazu gerechnet, wie der Stadtteil Marabia mit dem Chinesischen Friedhof von Dili. Weiter nördlich unterscheidet man den zu Bemori gehörende Bemori Taibesi und zu Culu Hun gehörend Kuluhun Taibesi Leten (Kuluhun Taibesi Atas, deutsch „Kuluhun Ober-Taibesi“).

## Sehenswürdigkeiten und Einrichtungen
Der Markt von Taibesi (portugiesisch Mercado Taibesi) ist der größte Markt der Stadt. Östlich liegt der Busbahnhof, von dem Busse in die anderen Landesteile fahren. Pura Girinatha ist der größte Hindutempel in Osttimor.
2017 wurde die Schule Amigos de Jesus in Alcrin eröffnet.

## Geschichte

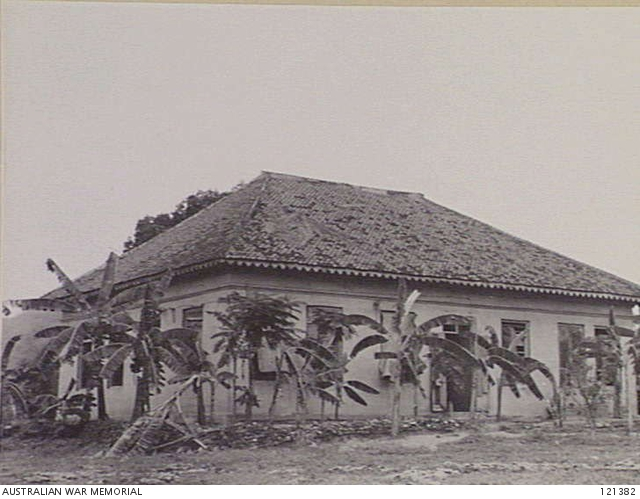
Während der japanischen Besetzung trafen sich in diesem Haus in Taibesi australische Soldaten und Portugiesen für konspirative Treffen

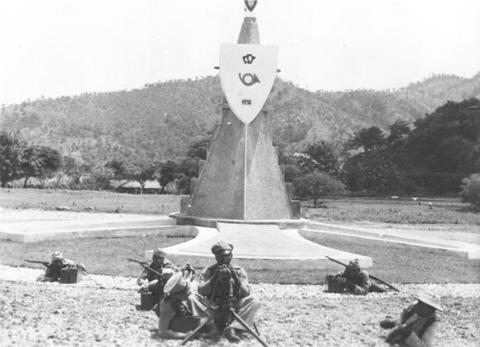
Eingang zum Militärstützpunkt Taibesi (1938)

In Taibesi befand sich nach dem Ende der japanischen Besetzung Portugiesisch-Timors im Zweiten Weltkrieg ein Sammelplatz für japanisches Kriegsmaterial. Über 1000 Fahrzeuge wurden hier gelagert und verschrottet. Das portugiesische Armeehauptquartier stand auf der Nordseite der Estrada de Taibesi. Südlich war das militärische Trainingszentrum (portugiesisch Centro de Instrução).
Das Armeehauptquartier wurde am 20. August 1975 infolge des Bürgerkriegs von FRETILIN-Kämpfern besetzt. Nach der Eroberung Dilis wurde es ein indonesischer Militärstützpunkt. Im Mai 2000 wurde das Trainingszentrum von der UN-Verwaltung dem Erdboden gleichgemacht und es entstand auf dem Gelände der heutige Markt von Taibesi.